# 포르투갈 요리

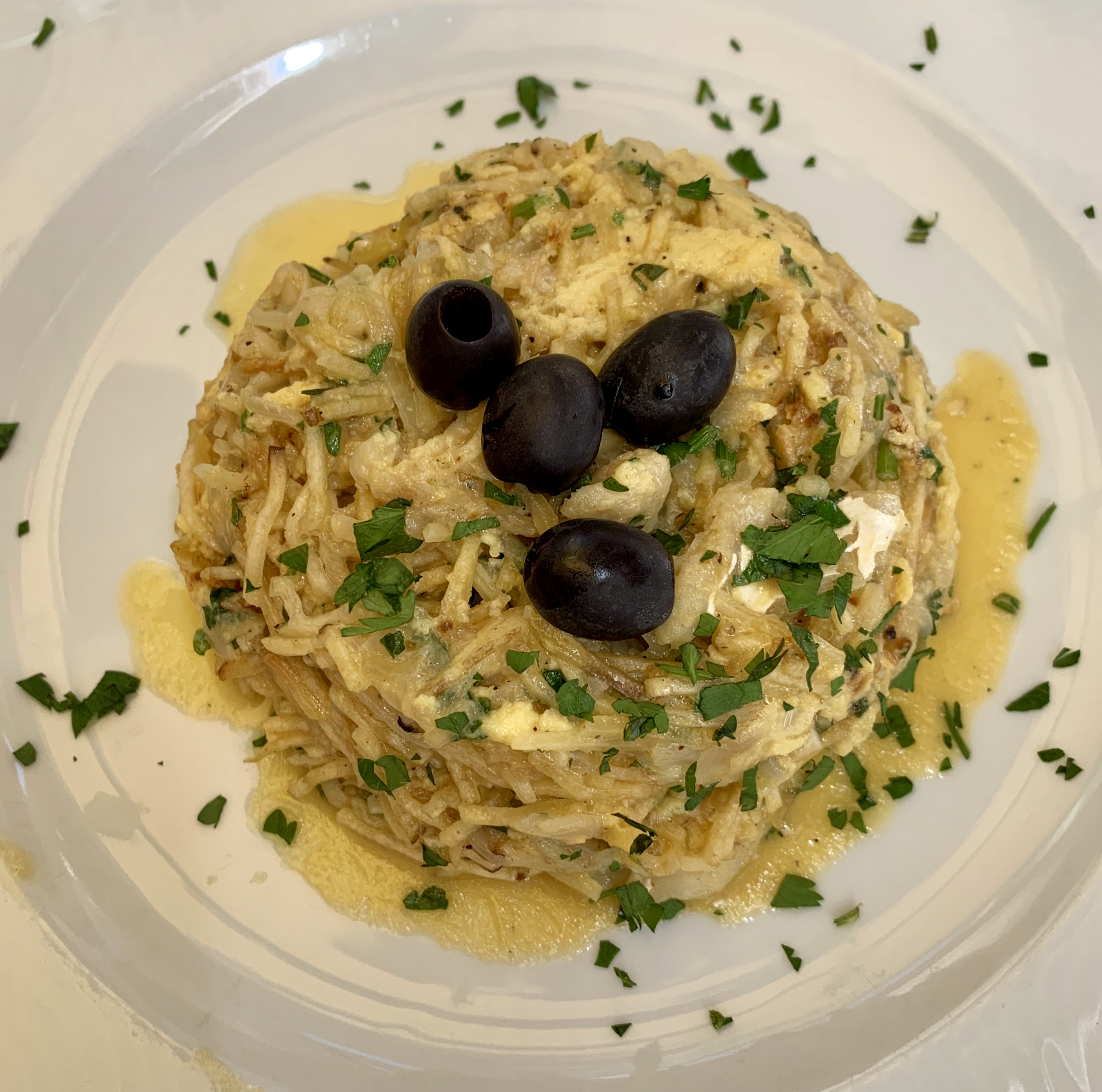
바칼랴우 아 브라스

포르투갈 요리(Portugal 料理, 포르투갈어: cozinha portuguesa 코지냐 포르투게자[*])는 남유럽에 있는 포르투갈의 요리이다. 맛이 풍부하고 깊어 지중해 식단의 대표로 꼽힌다. 또한 과거 포르투갈의 식민지 국가에 미친 영향은 아직도 나타나며 매운 맛의 향신료도 많이 나타나는 편이다. 계피나 바닐라콩, 사프란도 요리 재료로 자주 등장한다. 포르투갈 요리는 스페인 요리처럼 아랍인, 무어인의 영향을 많이 받았으며 남부지방에는 그 특징이 더 두드러진다. 올리브유가 향신료나 음식 문화 전반에 필수적인 요소이며 마늘이나 고수 잎, 파슬리도 향신료의 일종으로 많이 쓰인다.
유럽에서 처음으로 생선을 기름에 튀겨 먹는 문화가 생겨났다. 이는 올리브 오일이 풍부했기 때문으로 현재에도 각종 생선튀김(페이스 프리토, Peixe Frito)이 유명하다. 튀김문화는 주변국에도 영향을 끼쳤는데, 영국의 피시앤칩스와 일본의 덴푸라는 포르투갈로부터 유래된 음식이다. 다른 유럽 국가들과는 달리 해산물을 많이 먹는편이다. 특히 염장 대구인 '바칼랴우'는 국민 식재료로 분류되기도 한다.
대표적인 요리로는 염장대구를 이용한 각종 바칼랴우 요리가 1천가지가 넘고, 알가르브 지방의 해산물 스튜인 카타플라나(Cataplana), 부야베스, 코지두 아 포르투게자, 크렘 브륄레, 달걀 노른자로 만든 전통 디저트인 파포 데 안조(Papo de anjo), 라이스 푸딩, 토시뉴 두 세우(Toucinho Do Céu), 에그타르트인 파스텔 드 나타(Pastel de nata), 치즈인 세라 다 에스트렐라 등이 있다. 와인으로는 포트와인, 마데이라, 스파클링 와인 등이 유명하다.

## 아침식사
포르투갈의 아침식사는 대개 커피나 우유를 곁들여 빵과 함께 한다. 빵에는 물론 치즈나 버터를 곁들이고 과일을 먹기도 한다. 달콤한 디저트류도 많이 아침 식사로 먹는데 요구르트나 우유로 씨리얼을 먹는 것은 흔하다.

## 해산물요리

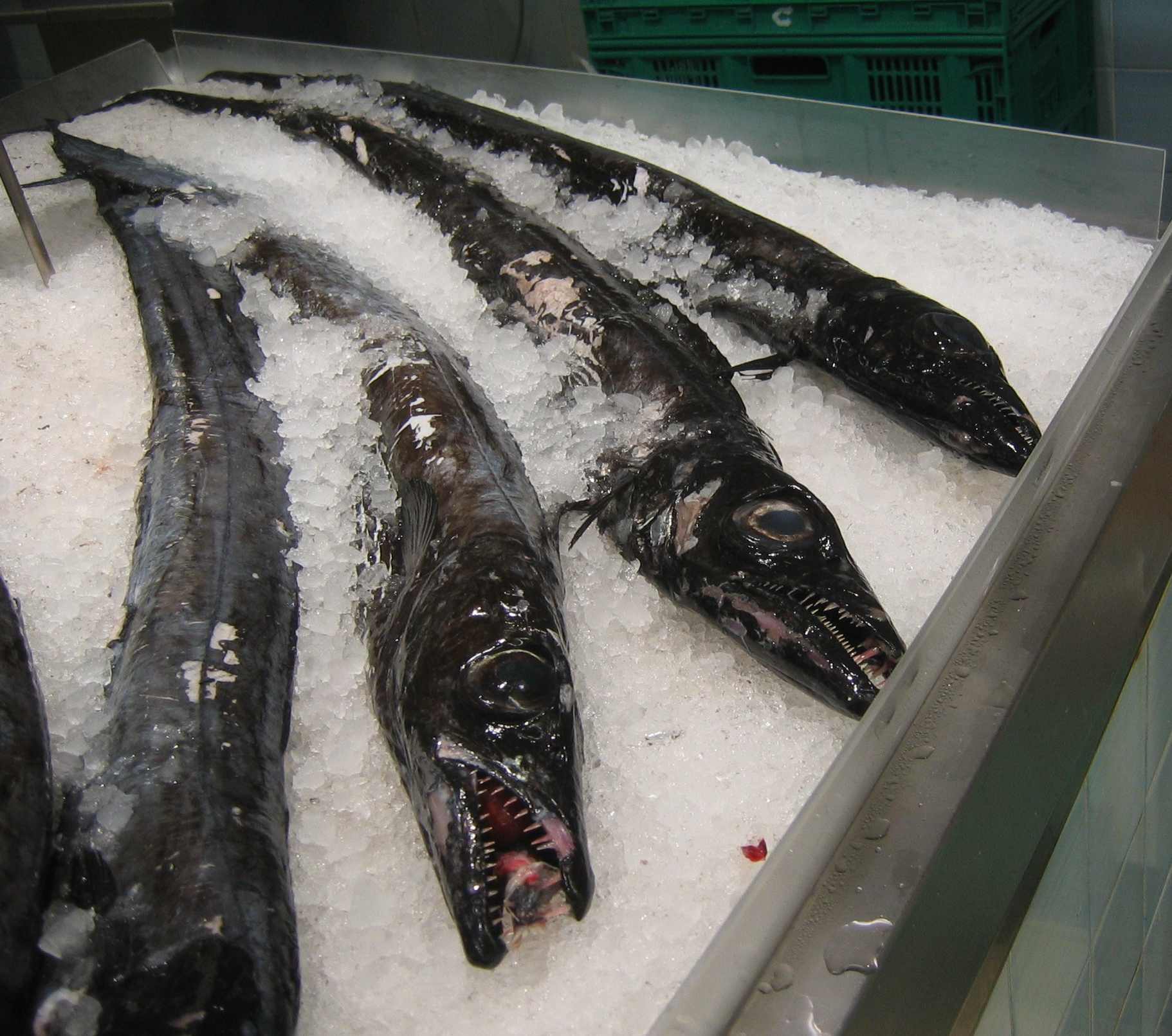

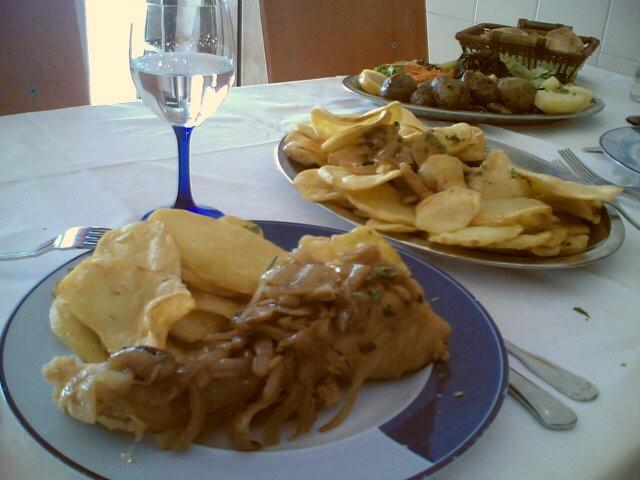

포르투갈은 2면이 바다로 둘러싸여 있는 국가이다. 그래서인지 물고기나 해산물 요리가 아주 발달된 편이다. 생선을 그릴에 구워먹거나 찜을 해서 먹기도 하고 찜의 경우에는 올리브유나 다른 재료와 곁들여 먹는다

## 치즈

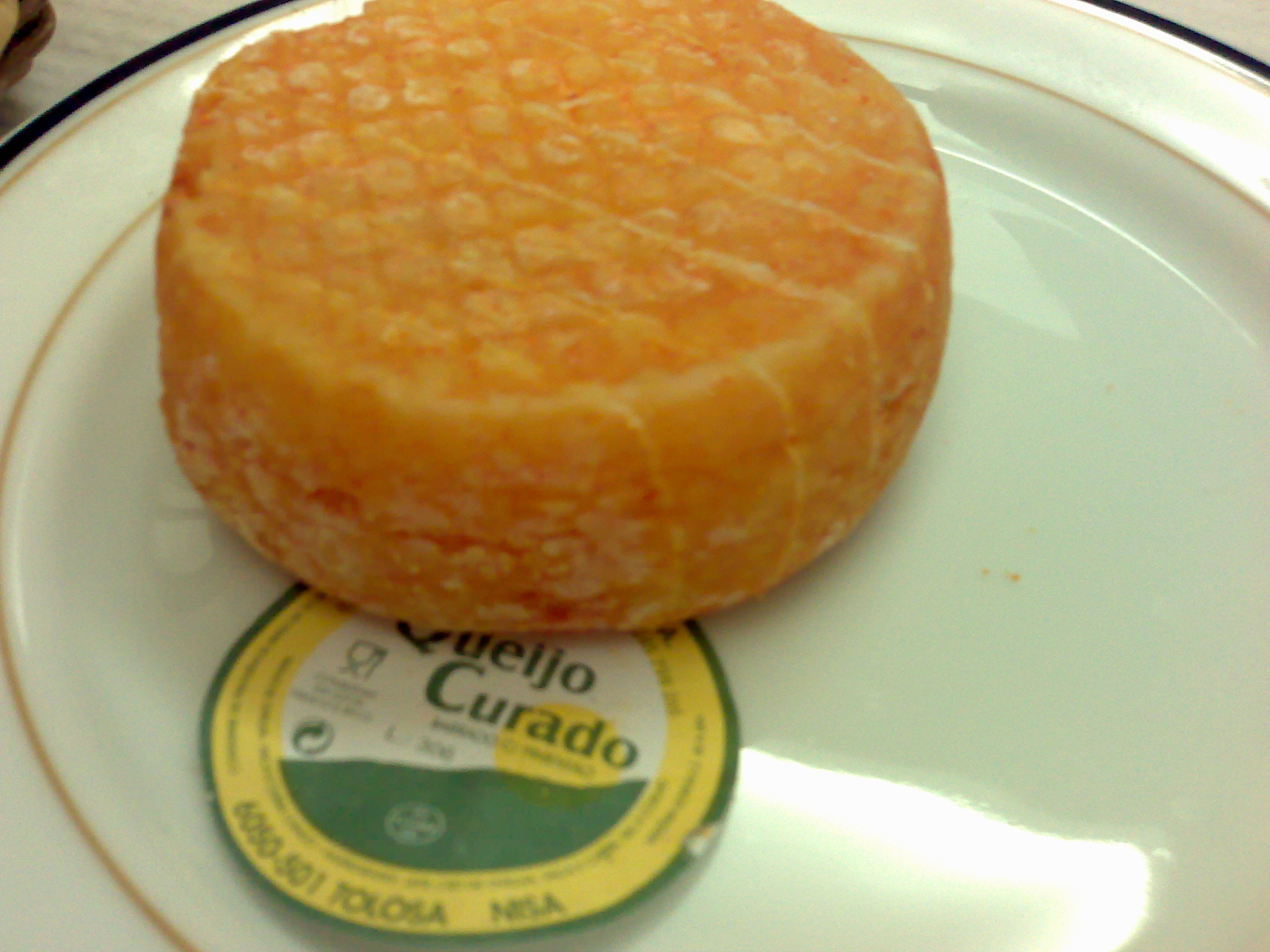

포르투갈에는 다양한 종류의 치즈가 있는데 특별히 염소, 양의 젖으로 만든 치즈가 흔한 편이다. 이 두 가지 치즈는 향이 강하고 강한 맛이 특징이다. 아소르스 제도 인근에는 매운 맛을 내는 암소의 젖으로 만든 치즈 종류가 있기도 하다. 전통 포르투갈 요리는 치즈를 재료로 쓰지 않는다. 때문에 치즈는 독립적인 식단으로서 식전이나 식후에 먹는다.

## 채소
토마토, 배추, 양파와 함께 포르투갈 요리법에는 채소가 아주 많이 쓰인다. 콩으로 만든 요리도 많이 있는데 대표적인 예가 페이조아다(feijoada)이다. 정식 요리에는 토마토나 양상추, 양파를 곁들인 샐러드가 꼭 같이 나온다. 전국적으로 채소를 쑤어서 만든 수프를 맛보기란 쉬운 일이고 칼두 베르드라고 하는, 갈아서 으깬 감자와 가늘게 썬 양배추를 넣은 수프가 있다.

## 음료
백포도주, 적포도주와 같은 와인은 포르투갈인들의 전통 음료이다. 로제(Rosé)가 외국인들이 찾는 가장 대표적인 음료이지만 포르투갈인들이 이것을 아주 좋아하지는 않는다고 한다. 비뉴 베르드(Vinho Verde) 즉, 초록색 와인은 정말로 색깔이 초록빛을 띠는 것이 아니라 '어리다'는 의미로 덜 익은 상태에서 숙성시켜 신 맛이 나는 와인이다.
포르투갈산 와인은 최고급을 자랑하며 작년에는 와인 전문가가 뽑은 최고 와인으로 포르투갈산이 꼽히기도 하였다. 포트 와인이라고도 알려진 포르투 와인은 도루강 유역에서 생산되는 와인 중 가장 특별한 맛을 지닌 와인으로 생각된다.

## 국제적 영향
과거 거대 식민 제국이었던 포르투갈이기에 요리 문화 또한 전 세계적으로 영향을 주었다. 포르투갈 요리의 영향은 브라질 요리에서 그 빛을 발하며 포르투갈식 요리가 브라질에서도 비슷한 형태로 나타난다. 인도의 고아주의 경우 과거 포르투갈의 식민지었던 탓에 빈달루라는 요리에서는 식초와 마늘을 함께 쓰는 듯한 모습의 요리가 나타난다. 또한 1550년에 포르투갈 무역선이 일본에 들어갔다. 일본의 귀족들이 포르투갈 요리를 즐겼으며 지금의 화과자에 영향을 주기도 하였다. 또한 포르투갈 출신의 이민자들이 하와이나 뉴잉글랜드에도 영향을 끼쳤다. 때문에 포르투갈의 단 빵(포르투갈어: pão doce; sweet bread)나 콩 수프, 포르투갈 토속 소시지도 하와이 제도의 포르투갈계 이민자들을 비롯한 많은 이들이 즐겨 찾는다.
오스트레일리아에서 포르투갈 닭 요리의 영향으로 변화한 요리가 패스트푸드점에서 많이 팔리는 편이고 지난 20년간 아주 흔한 음식이 되었다. 그중에는 포르투갈식으로 만든 닭고기를 햄버거에 넣는 방식도 있다. 포르투갈식 치킨 샌드위치 같은 경우도 포르투갈 요리와 직접적이지는 않지만 그 영향을 찾아볼 수 있다.

## 같이 보기
- 유럽 요리
- 지중해 요리